# Župa (Drvar)
Pour les articles homonymes, voir Župa.
Župa (en serbe cyrillique : Жупа) est un village de Bosnie-Herzégovine. Il est situé dans la municipalité de Drvar, dans le canton 10 et dans la fédération de Bosnie-et-Herzégovine. Selon les premiers résultats du recensement bosnien de 2013, il compte 37 habitants.

## Démographie

### Évolution historique de la population
| 1948 | 1953 | 1961 | 1971 | 1981 | 1991 | 2013 |
| ---- | ---- | ---- | ---- | ---- | ---- | ---- |
| -    | -    | 161  | 156  | 114  | 81   | 37   |

|  |

### Répartition de la population par nationalités (1991)
En 1991, les 81 habitants du village étaient tous serbes.